# École de journalisme de Gennevilliers
L'École de journalisme de Gennevilliers, créée en 2011 par Jean-Claude Lescure, est un département universitaire spécialisé dans l'enseignement du journalisme, composante de l'unité de formation et de recherche (UFR) de lettres et sciences humaines de CY Cergy Paris Université. L'école se situe sur le campus de Gennevilliers, dans les Hauts-de-Seine. 
L'École de journalisme de Gennevilliers est l'une des 15 écoles de journalisme reconnues par la profession depuis 2025, et l'unique située en banlieue parisienne.
Le diplôme délivré au bout de deux ans est un diplôme national de master (DNM) Journalisme.

## Historique
En 2011, l'unité de formation et de recherche (UFR) en lettres et sciences humaines de l'université de Cergy-Pontoise crée une formation au journalisme, et choisit le site de Gennevilliers, dans les Hauts-de-Seine. 
En mars 2025, l'École de journalisme de Gennevilliers devient la 15e formation reconnue par la Commission paritaire nationale de l'emploi des journalistes (CPNEJ),,,.

## Admission
Chaque année, les promotions se composent d'environ 18 étudiants. Chaque année, 480 à 500 vœux pour la formation sont formulés sur la plateforme Mon Master, et le taux d'accès est de 9 %. Le master est accessible à toute personne titulaire d'un diplôme national de licence, d'un BUT ou de tout autre niveau bac+3. Le recrutement se déroule en deux phases : des épreuves écrites et un examen oral qui prend la forme d'un entretien.